# مسابقات قهرمانی کشتی اروپا ۱۹۱۱
مسابقات قهرمانی کشتی اروپا ۱۹۱۱ (انگلیسی: 1911 European Wrestling Championships) از ۱۷ تا ۲۰ می ۱۹۱۱ در بوداپست مجارستان برگزار شد. این مسابقات شامل سبک‌های مختلف کشتی از جمله کشتی فرنگی و کشتی آزاد بود.
در کشتی فرنگی، مجارستان با برتری در ۵ وزن از ۱۰ وزن، بر این رقابت‌ها مسلط شد. گزا هولوچر کشتی گیر برجسته مجارستان بود و مدال طلا را در هر دو دسته سبک‌وزن و میان وزن به دست آورد.
ارنست نیلسون از سوئد که در بخش سنگین وزن مدال طلا را کسب کرد و فریتز بائر از آلمان که مدعی طلا در دسته سنگین‌وزن شد، دیگر عملکردهای قابل توجه در مسابقات فرنگی بود.
در مسابقات کشتی آزاد، روسیه به عنوان نیروی برتر ظاهر شد و در چهار وزن از شش وزن قهرمان شد. نمایندگان روسیه، مانند تیوادار فون بلاسکوویچ و ایوار بوهلینگ، مهارت‌ها و قدرت فنی خود را برای کسب مدال طلا به نمایش گذاشتند.
علاوه بر مجارستان و روسیه، کشورهای دیگری مانند سوئد و آلمان نیز کشتی گیرانی داشتند که عملکرد خوبی در رشته آزاد داشتند.
به‌طور کلی، مسابقات قهرمانی کشتی اروپا در سال ۱۹۱۱ استعداد و مهارت کشتی گیران کشورهای مختلف اروپایی را به نمایش گذاشت. این رویداد نقش مهمی در ترویج ورزش کشتی و همچنین پرورش حس ورزش بین‌المللی و رفاقت داشت.

## Medal table
| رتبه           | کشور           | طلا | نقره | برنز | مجموع |
| -------------- | -------------- | --- | ---- | ---- | ----- |
| ۱              | اتریش-مجارستان | ۲   | ۲    | ۴    | ۸     |
| ۲              | آلمان          | ۱   | ۱    | ۰    | ۲     |
| ۲              | دانمارک        | ۱   | ۱    | ۰    | ۲     |
| مجموع (۳ کشور) | مجموع (۳ کشور) | ۴   | ۴    | ۴    | ۱۲    |

## فرنگی

### مردان
| Event   | طلا                              | نقره                            | برنز                              |
| 66,6 kg | Károly Márton · اتریش-مجارستان   | Walter Sohn · آلمان             | Jenő Dulin · اتریش-مجارستان       |
| 73 kg   | Mihály Grozescu · اتریش-مجارستان | József Sugár · اتریش-مجارستان   | Mihály Csapitzky · اتریش-مجارستان |
| 93 kg   | Harald Christensen · دانمارک     | József Maróthy · اتریش-مجارستان | János Hudák · اتریش-مجارستان      |
| +93 kg  | Rudolf Grüneisen · آلمان         | سورن مارینوس ینسن · دانمارک     | József Előd · اتریش-مجارستان      |